# Dismodicus
Dismodicus Simon, 1884 è un genere di ragni appartenente alla famiglia Linyphiidae.

## Distribuzione
Le 6 specie oggi attribuite a questo genere sono state reperite in varie località della regione olartica: solo due specie sono da considerarsi endemismi, la D. fungiceps della Francia e la D. modicus dell'Alaska.
In Italia sono stati reperiti esemplari di D. bifrons e D. elevatus in alcune località del settentrione.

## Tassonomia
A dicembre 2011, si compone di 6 specie:
- Dismodicus alticeps Chamberlin & Ivie, 1947 — Russia, Alaska, Canada, USA
- Dismodicus bifrons (Blackwall, 1841)[4] — Regione paleartica
- Dismodicus decemoculatus (Emerton, 1882) — USA, Canada, Groenlandia
- Dismodicus elevatus (C. L. Koch, 1838) — Regione paleartica
- Dismodicus fungiceps Denis, 1944 — Francia
- Dismodicus modicus Chamberlin & Ivie, 1947 — Alaska

### Sinonimi
- Dismodicus variegatus Jackson, 1938; questi esemplari sono stati riconosciuti in sinonimia con D. decemoculatus (Emerton, 1882), a seguito di un lavoro degli aracnologi Marusik, Böcher & Koponen del 2006 e contra un analogo lavoro di Crawford del 1988[1].